# Enrico Fermi
Enrico Fermi (ur. 29 września 1901 w Rzymie, zm. 28 listopada 1954 w Chicago) – włoski fizyk teoretyczny i doświadczalny, laureat Nagrody Nobla z dziedziny fizyki w roku 1938, za wytworzenie w reakcjach z neutronami nowych pierwiastków promieniotwórczych.

## Życiorys
Urodził się w Rzymie i wychował w zamożnej rodzinie. Jego ojciec, poczynając od urzędnika na kolei, doszedł do ważnych stanowisk w służbie państwowej. Fermi wcześnie zwracał na siebie uwagę inteligencją i szybkością kojarzenia. Bez większego trudu udało mu się rozpocząć w 1918 studia w Scuola Normale w Pizie, uczelni dla elity intelektualnej Włoch. Pogłębiał następnie wiedzę na uniwersytecie w tym samym mieście i uzyskał doktorat w 1924 roku. Po spędzeniu jakiegoś czasu za granicą, w Getyndze i Lejdzie, powrócił do Włoch i po początkowych niepowodzeniach został mianowany profesorem fizyki Uniwersytetu Sapienza w Rzymie. Już sama ta nominacja była nie lada osiągnięciem dla kogoś tak młodego, zważywszy na tradycyjny i biurokratyczny charakter włoskich uniwersytetów. Zawdzięczał ją bez wątpienia swojej reputacji, ugruntowanej już blisko 30 ważnymi publikacjami, oraz poparciu, jakiego mu udzielał O.M. Corbino, najwybitniejszy wówczas włoski fizyk, a do tego senator. Corbino zdecydowany był zmodernizować fizykę włoską i umiał dostrzec, że Fermi, pomimo młodego wieku, idealnie się do tego nadaje. W 1938 roku, po otrzymaniu Nagrody Nobla, wyemigrował do USA, ponieważ obawiał się o losy swojej żony, Laury, która miała pochodzenie żydowskie. Od 1939 roku był profesorem Columbia University w Nowym Jorku, a w latach 1941–1946 Uniwersytetu w Chicago. Zajmował się fizyką jądrową. Był współtwórcą pierwszego na świecie reaktora jądrowego (Chicago) – zaprojektował go i uruchomił 2 grudnia 1942 – i bomby atomowej (pracował nad nią w ośrodku badawczym w Los Alamos). Opracował mikroskopowy rozkład prawdopodobieństwa fermionów (statystyka Fermiego-Diraca), nazwanych tak na jego cześć. W ostatnich latach życia był wraz ze Stanisławem Ulamem inicjatorem pierwszych doświadczeń komputerowych. Zmarł na raka żołądka, po długiej chorobie, zachowując, według wspomnień Ulama, do końca jasność myśli i obiektywność sądów.
Na jego cześć mianem „ferm” (łac. fermium, skr. Fm) nazwano pierwiastek chemiczny o l.a. 100, odkryty wśród produktów rozpadu pierwszej amerykańskiej bomby wodorowej. Również pozaukładowa jednostka długości w fizyce jądrowej odpowiadająca 1 femtometrowi nazwana została „fermi” (f).

## Raport Fermiego
Wedle raportu Fermiego z 1934 r., umieścił on – raczej intuicyjnie niż z przyczyn racjonalnych – parafinę pomiędzy źródłem neutronów a bombardowanym przez nie celem.

Nie było w tym przeczucia ani świadomego rozumowania... przypadkowo wziąłem kawałek parafiny.

W wyniku tego doszło do zwiększenia intensywności oddziaływania neutronów od kilkudziesięciu do kilkuset razy. Tak Fermi zetknął się przypadkowo ze spowolnionymi neutronami. Spowolnienie to nastąpiło wskutek zderzenia się neutronów z lekkimi cząsteczkami węglowodorów, dzięki czemu te pierwsze pozostawały w sąsiedztwie bombardowanego jądra dostatecznie długo, by zwiększyć szansę ich wchłonięcia przez jądro.

## Nagroda Nobla
Właśnie za te badania, mające na celu „odkrycie nowych substancji promieniotwórczych... i odkrycie selektywnego działania spowolnionych neutronów” Fermi otrzymał w 1938 Nagrodę Nobla w dziedzinie fizyki. Przeoczył jednakże zjawisko o wielkim znaczeniu. Podczas systematycznych prób napromieniowywania różnych pierwiastków, Fermi i jego koledzy zbombardowali spowolnionymi neutronami również uran. Nieuchronnie doprowadziło to do rozszczepienia jądrowego, ale Fermi uważał, że doszło do powstania pierwiastków transuranowych i w przemówieniu z okazji odbierania Nagrody Nobla nawiązał do rzekomego wyprodukowania przez siebie pierwiastków o liczbach atomowych 93 i 94, które nazwał ausonium i hesperium. Tymczasem już w 1938 r. Otto Hahn i Lise Meitner jako pierwsi zdali sobie sprawę, że w tego rodzaju reakcjach dochodzi do rozszczepienia jądra atomowego.
W 1953 roku American Astronomical Society przyznało mu nagrodę Henry Norris Russell Lectureship.

## Główne osiągnięcia
W dziedzinie teorii głównym osiągnięciem Fermiego była teoria rozpadu beta. Jest to proces zachodzący w nietrwałym jądrze atomowym, podczas którego dochodzi do przemiany neutronu w proton oraz emisji elektronu i antyneutrina (n→p+e+ν). Fermi poddał go wnikliwej analizie, w wyniku której wprowadził do nauki nowy rodzaj siły – oddziaływanie słabe. Opublikował tę pracę w 1933 po włosku, gdyż jej oryginalna wersja – angielska – została odrzucona przez czasopismo Nature jako zbyt spekulatywna.
W Ameryce Fermi wkrótce został wciągnięty w przedsięwzięcie zmierzające do uzyskania kontrolowanej łańcuchowej reakcji jądrowej. W 1942 udało mu się zbudować pierwszy reaktor jądrowy na stadionie University of Chicago w Stagg Field. Przy użyciu grafitu, jako moderatora, Fermi i jego zespół przystąpili do konstruowania stosu atomowego. Składał się on z około 40 000 bloków grafitowych – specjalnie do tego celu wyprodukowanych, aby wykluczyć możliwość zanieczyszczeń – w których wydrążono około 22 000 otworów, by w nich umieścić kilka ton uranu. 2 grudnia 1942 o godzinie 14:20 rozpoczęła się era atomowa, gdyż właśnie wtedy uruchomiono stos Fermiego, w którym przez 28 minut dochodziło do samopodtrzymującej się reakcji łańcuchowej. W historycznym telefonie, jaki po tym nastąpił, Artur Compton powiadomił dyrekcję przedsięwzięcia, Conanta, że „włoski żeglarz wylądował w nowym świecie, a krajowcy okazali się przyjaźni”.
Fermi nadal pracował nad projektem Manhattan i był świadkiem pierwszego wybuchu bomby atomowej w lipcu 1945 na pustyni w stanie Nowy Meksyk. Wykonał prosty, ale bardzo pomysłowy pomiar mocy wybuchu, w chwili nadejścia fali uderzeniowej wypuszczając z dłoni garść skrawków papieru. Na podstawie ich przemieszczenia (ok. 2,5 metra) oszacował moc wybuchu na ok. 10 kiloton TNT. Za udział w projekcie Manhattan został odznaczony Medalem za Zasługi.

## Czasy powojenne, śmierć i pamięć
Po wojnie Fermi przyjął katedrę fizyki w University of Chicago i wykładał tam aż do śmierci. Zmarł na raka żołądka w wieku 53 lat w Chicago. Jego nazwisko zostało na różne sposoby upamiętnione, m.in. w terminologii naukowej (pierwiastek o liczbie atomowej 100 – ferm, jednostka długości wynosząca 10-¹³ cm – fermi, cząstki subatomowe – fermiony) Nazwę Fermilab nosi też Państwowe Laboratorium Przyśpieszenia Cząstek Elementarnych w Batavii, w pobliżu Chicago. W technologii informatycznej jego nazwisko upamiętniła firma NVIDIA nadając nazwę kodową Fermi procesorom graficznym zastosowanym w kartach GeForce serii 400 i 500. Imieniem Fermiego nazwano też kosmiczne obserwatorium promieniowania gamma GLAST.

## Literatura dodatkowa
Polskojęzyczna
- Beata Tarnowska (red.): Nagrody Nobla, Leksykon PWN. Warszawa: Wydawnictwo Naukowe PWN, 2001. ISBN 83-01-13393-7. Brak numerów stron w książce
- David N. Schwartz, Enrico Fermi. Ostatni człowiek, który wiedział wszystko. Życie i czasy ojca ery atomowej, tłum. Tomasz Lanczewski, Copernicus Center Press, Kraków 2019, ISBN 978-83-7886425-7.

Anglojęzyczna
- Laura Fermi: Atoms in the Family: My Life with Enrico Fermi. University of Chicago Press, 1954. ISBN 0-88318-524-5. Brak numerów stron w książce
- Enrico Fermi – Biografia na stronie Fundacji Nobla (ang.)
- Enrico Fermi Dead at 53; Architect of Atomic Bomb, The New York Times, 29 listopada 1954 [dostęp 2013-11-14] (ang.).